# Bill Trew
William Bradley „Bill“ Trew (* 1. Januar 1974 in Port Hope, Ontario) ist ein deutsch-kanadischer Eishockeytrainer und ehemaliger -spieler.

## Karriere
Trew begann seine Karriere 1994 im Team der University of North Dakota, für die er in der US-amerikanischen Collegeliga Western Collegiate Hockey Association im Spielbetrieb der NCAA auf dem Eis stand. Der gelernte Flügelstürmer beendete sein Studium jedoch nicht und wechselte stattdessen zwei Jahre später in die Western Professional Hockey League, in der er fortan für die El Paso Buzzards aktiv war.
Bei den Buzzards war der Rechtsschütze einer der Leistungsträger und zudem punktbester Spieler im Team. In seiner ersten Spielzeit konnte Trew mit dem Team die Meisterschaft gewinnen. Im darauffolgenden Jahr gewann der Kanadier erneut den President’s Cup und war mit 81 Scorerpunkten in 69 Spielen einer der Topscorer in seiner Mannschaft. Nach einem weiteren erfolgreichen Jahr bei den Buzzards unterschrieb der Rechtsschütze zur Saison 1999/2000 einen Vertrag beim Grefrather EC, der damals in der 2. Bundesliga spielte.
Nachdem der Verein auf Grund finanzieller Probleme seinen Spielbetrieb in der Regionalliga-NRW fortsetzten musste, schloss der Angreifer sich nach der Vorrunde dem EHC Straubing aus der Oberliga an. In Straubing erlebte Trew seine sportlich erfolgreichste Zeit als Eishockeyprofi und konnte bereits in seinem ersten Jahr bei den Niederbayern den Aufstieg in die 2. Bundesliga feiern. Bill Trew war der erfolgreichste Scorer in der Mannschaft und erzielte in 53 Spielen 103 Punkte. In den folgenden Jahren spielte der Kanadier mit Straubing in der 2. Bundesliga, ehe man sich im Jahr 2006 den Aufstieg in die höchste deutsche Spielklasse, die Deutsche Eishockey Liga, sichern konnte.
Auch in seiner Zeit in der zweiten Liga war Trew einer der Leistungsträger im Team und gehörte des Weiteren zu den Publikumslieblingen. Er kam insgesamt auf 341 Liga-Einsätze und erzielte dabei 379 Punkte. Während der Saison 2007/08 absolvierte der Angreifer darüber hinaus vier Spiele für die Landshut Cannibals in der zweiten Bundesliga. Ende Oktober 2008 wurde der Kanadier, der inzwischen auch die deutsche Staatsbürgerschaft besitzt, im Alter von 34 Jahren erstmals von Bundestrainer Uwe Krupp in den erweiterten Kader der deutschen Nationalmannschaft berufen.
Bill Trew besaß bei den Straubing Tigers noch einen Vertrag bis 2011. Am 14. März 2011 gaben die Straubing Tigers bekannt, dass seine Nummer 41 nicht mehr vergeben wird und das Trikotbanner mit seiner Nummer nach Abschluss seiner aktiven Spielerkarriere bei einem Abschiedsspiel unter das Hallendach gehängt wird. Ende Mai 2011 wurde Trew von den Landshut Cannibals für ein Jahr unter Vertrag genommen. Hier spielte er letztlich jedoch vier Jahre und absolvierte in dieser Zeit 185 Spiele, in denen er 156 Scorerpunkte erreichte. Zur Saison 2015/16 wechselte Trew trotz seines Alters von mittlerweile 41 Jahren zum EV Regensburg in die drittklassige Oberliga Süd. Nach zwei Saisons in Regensburg, in welchen er als Kapitän auflief, wechselte Trew zur Saison 2017/18 zum EV Landshut zurück.
Im Mai 2018 gab Trew das Ende seiner Spielerlaufbahn bekannt und trat eine Trainerstelle im Nachwuchsbereich des EHC Straubing an.
Zur Saison 2019/20 übernahm Trew die Cheftrainerstelle bei den Dingolfinger Isar Rats.

## Erfolge und Auszeichnungen
- 1998 WPHL Nützlichster Spieler seines Teams
- 1999 WPHL Bester Spieler des All-Star-Teams
- 2006 Aufstieg mit den Straubing Tigers in die DEL
- 2009 Teilnahme am DEL All-Star Game

## Karrierestatistik
(Legende zur Spielerstatistik: Sp oder GP = absolvierte Spiele; T oder G = erzielte Tore; V oder A = erzielte Assists; Pkt oder Pts = erzielte Scorerpunkte; SM oder PIM = erhaltene Strafminuten; +/− = Plus/Minus-Bilanz; PP = erzielte Überzahltore; SH = erzielte Unterzahltore; GW = erzielte Siegtore; 1 Play-downs/Relegation; Kursiv: Statistik nicht vollständig)